# Albion Hall

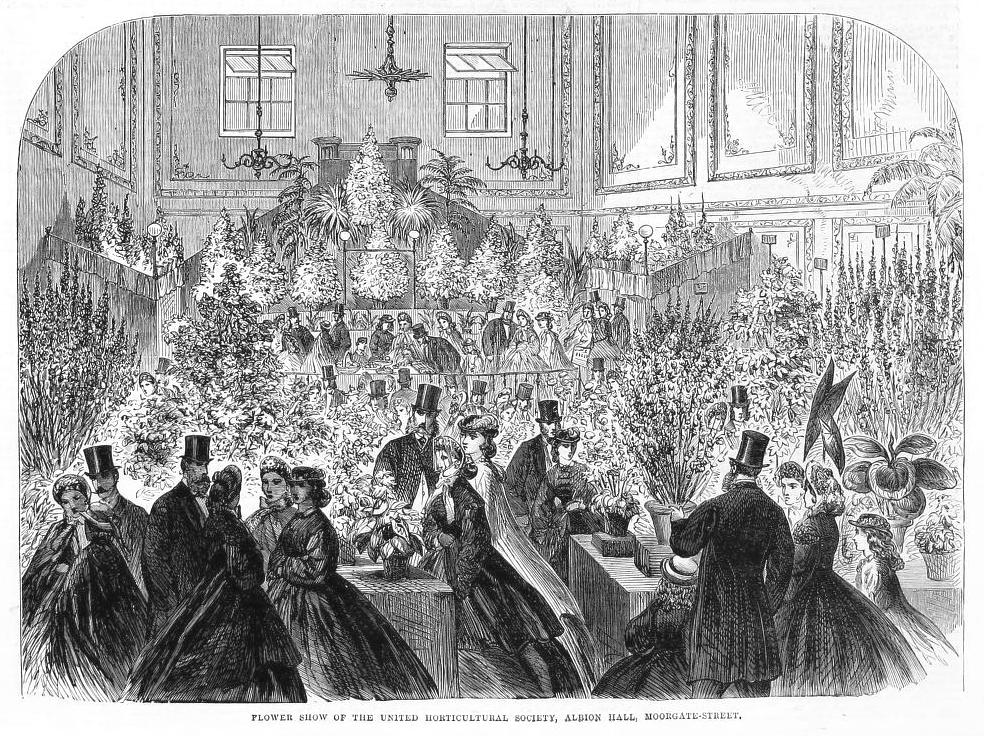
Exposition florale de la United Horticultural Society à Albion Hall à Londres.

Albion Hall était un bâtiment sur Albion Square dans Hackney à Londres.
Construit en 1849-1850 par l'architecte Islip Odell qui avait réalisé l'ensemble architectural de la place, il était destiné à une association caritative locale, le Literary and Scientific Institute destiné à l'éducation des classes moyennes du quartier. Il proposait des cours (littérature, sciences, arts, français, échecs) et disposait d'une bibliothèque. Lorsque le Literary and Scientific Institute cessa ses activités en 1861, le hall fut repris par un entrepreneur privé, James Cox. Des cours continuèrent à y être dispensés ; le bâtiment servit aussi de salle de réunions. Des bains y furent installés et des cours de natation furent donnés dans un bassin de 100 sur 50 pieds,.
James Cox fit faillite vers 1897. Le bâtiment fut acheté par le London School Board en 1899. Des cours et des cours de natation continuèrent à y être dispensés et le hall servit aussi à abriter diverses associations. Il fut endommagé par une bombe volante en 1944. La piscine fut totalement détruite, mais le reste du lieu continua à fonctionner dans des préfabriqués jusque 1977. Il fut définitivement rasé et remplacé par deux villas d'habitation en 1994-1995,.